# Stoner rock
L'Stoner rock, també anomenat stoner metal, desert rock o fins i tot stoner doom, és un gènere musical que combina elements del doom metal amb el rock psicodèlic i l'àcid rock. Es diu que el tempo i el groove són parts definitories. Aquest gènere marcat pel seu component de fusió sorgí a la dècada de 1990. Molt possiblement, bandes musicals com ara Queens of the Stone Age, Kyuss, Karma to Burn, Masters of Reality, Sleep i Yawning Man són considerades pioneres dins d'aquest estil.
Pel que fa l'origen del terme, es pensa que stoner rock podria provenir del títol de la compilació de la discogràfica holandesa especialitzada en heavy Roadrunner Records, «Burn One Up! Music for Stoners». També s'ha parlat d'aquest sub-gènere com Desert rock. Aquest qualificatiu s'ha rastrejat fins a MeteorCity Records al 1998, quan el segell discogràfic publicà una recopilació de stoner rock titulada «Welcome to MeteorCity». Aquest darrer terme sol servir de paraigües per a bandes de rock dur, de manera que no tots els grups d'stoner rock es consideren també bandes de rock del desert.